# Língua semai
Semai é uma língua Asliana (Mon–Khmer) falada no oeste da  Malásia por cerca de 44 mil pessoas do povo Semai. É talvez a única língua Asliana que não se encontra ameaçada, e ainda tem 2.000 falantes monolíngues.
Um aspecto significativo da fonologia Semai é o bem irregular padrão de expressiva reduplicação com uma cópia de reduplicantes de ambos os extremos da base da palavra formando uma sílaba menor.